# Michigan Bluff
Michigan Bluff (tidligere kendt som Michigan Bluffs og Michigan City) er et kommunefrit område i Placer County, Californien, USA.

## Historie
Landsbyen blev grundlagt af guldgravere i 1850'erne. Michigan City postkontor fungerede fra 1854 til 1943. Guldgravning begyndte i 1853, og landsbyen afskibede for $100.000 i guld per måned indtil 1858.

## Geografi
Michigan Bluff ligger 1070 m.o.h.